# Еремо Беато Рицерио (Мачерата)
Еремо Беато Рицерио (итал. Eremo Beato Rizzerio) насеље је у Италији у округу Мачерата, региону Марке.
Према процени из 2011. у насељу је живело 6 становника. Насеље се налази на надморској висини од 654 м.